# Tatort: Mord auf Langeoog
Mord auf Langeoog ist ein Fernsehfilm aus der Fernseh-Kriminalreihe Tatort. Stefan Kornatz’ Film wurde für den NDR produziert und am 24. November 2013 erstmals im deutschen, österreichischen und Schweizer Fernsehen ausgestrahlt, nachdem er zuvor bereits am 3. Oktober 2013 beim Filmfest Hamburg uraufgeführt worden war.
Es ist die 887. Folge der Tatort-Reihe. Kriminalhauptkommissar Thorsten Falke, dargestellt von Wotan Wilke Möhring, wollte eigentlich nur einige Urlaubstage auf Langeoog verbringen. Als man dort eine Tote in den Dünen findet, gestaltet sich sein Aufenthalt jedoch anders als geplant. Zusammen mit seiner im Rahmen eines Amtshilfeersuchens nachkommenden Kollegin, Kriminalkommissarin Katharina Lorenz (Petra Schmidt-Schaller), ermitteln beide in ihrem zweiten Fall.

## Handlung
Kriminalhauptkommissar Thorsten Falke verbringt einen Kurzurlaub auf Langeoog, wo sein Freund und Exkollege Jan Katz und dessen Frau Mimi leben. Zur Familie gehören noch ihr Baby und Mimis traumatisierter Bruder Florian. Als in den Dünen eine halbnackte tote Frau gefunden wird, neben der Florian Meinders, ebenfalls leicht bekleidet, sitzt und nicht weiß, was geschehen ist, nimmt dieser Urlaub jedoch einen anderen Verlauf, als von Falke erhofft. Die für den Fall zuständige Kriminalhauptkommissarin Christine Brandner aus Aurich nimmt zusammen mit ihrem Assistenten die Ermittlungen auf. Das Opfer, die Hamburger Galeristin Bella Goosen, ist erstochen worden. Es gibt keine Anzeichen, dass sie versucht hat, sich zu verteidigen.
Von seinem Freund erfährt Falke, dass Mimis und Florians Eltern vor sechs Jahren einen tödlichen Autounfall hatten. Florian befand sich mit im Auto. Danach war er für mehrere Wochen in psychologischer Behandlung, seitdem sei eine erneute Therapie aber ein absolutes Tabuthema. Katz bittet seinen Freund, weiter zu ermitteln. Im Rahmen eines Amtshilfeersuchens gelingt es Falke, dass man seine Kollegin Katharina Lorenz zur Unterstützung auf die Insel schickt. In den Vernehmungen schweigt Florian zu allen Fragen hartnäckig.
Falke erfährt bei seinen Ermittlungen vor Ort, dass der inzwischen verstorbene Künstler Hans Goosen, der Mann der Toten, im Winter regelmäßig nach Langeoog in sein Atelier kam. Er litt an Parkinson und soll Selbstmord begangen haben. Lorenz, die inzwischen eingetroffen ist, bringt weitere Informationen aus Hamburg mit. Bella war auch eine erfolgreiche Fotografin. Über ihren Tabletcomputer präsentiert Lorenz verschiedene Fotografien Bellas, die Florian zeigen, den sie immer wieder in Todesposen fotografiert hat. Kurz darauf erfährt Falke in der örtlichen Gaststätte des ehemaligen Kapitäns Helmut Reinders von Wattführer Tietjen, dass man das Opfer und Florian öfter zusammen gesehen habe. Reinders ergänzt, dass Tietjen und der „Gegge“ gerufene Gerhard Gerkan, in der Mordnacht in seiner Gaststätte gewesen seien. Er soll Bella und Florian in den Dünen beobachtet und sich dann in der Gaststätte über sie lustig gemacht haben.
Inzwischen steht fest, dass sowohl Bella als auch Florian Drogen im Blut hatten. Florian bestreitet, Drogen zu nehmen. Er wisse einfach nicht, was an jenem Abend geschehen sei, er könne sich nicht erinnern. Im selben Atemzug gibt er aber zu, ein Messer dabeigehabt zu haben, und erinnert sich, dass Bella Wein mitgebracht habe. Seine Äußerungen widersprechen sich. Überraschend ist seine Aussage, dass sie nicht allein gewesen seien, da sei jemand gekommen – ein großer Mann. Um weitere Erkenntnisse bemüht, sieht Falke sich daraufhin in Florians Zimmer um, wo er das Buch Hand an sich legen: Diskurs über den Freitod von Jean Améry mit schriftlichen Notizen findet. Falke ermittelt weiter, dass Florian an seiner Arbeitsstelle im Hotel Schmidbauer einmal mit einem Messer auf einen Arbeitskollegen losgegangen ist. Im Spind des Jungen findet der Kommissar die K.-o.-Tropfen GHB Liquid Ecstasy, die in der Szene auch als „Schenkelspreizer“ bekannt sind. Gerkan soll ihm diese Droge verkauft haben. Danach befragt, gibt dieser zu, dass Florian unbedingt die Tropfen gewollt habe. Da habe er sie ihm verkauft. Er habe dem Pärchen aber weder K.-o.-Tropfen in den Wein noch sonst etwas getan. Als Brandner Florian mit dieser Aussage konfrontiert, schweigt er erneut. Sein Problem sei, dass er selbst nicht wisse, was passiert sei, was im Prinzip auch heiße, dass er sich die Tat selbst zutraue, meint Falke zu Brandner. Jede Menge Bilder auf einem in Florians Zimmer gefundenen Stick zeigen, dass Bella und er verliebt gewesen sein müssen.
Ganz plötzlich rückt auch wieder ein sogenannter Altfall in den Fokus. Damals soll ein gewisser Sibo Lücken seine Verlobte Maria Adolf auf ähnliche Weise auf Langeoog getötet haben. Er wurde verurteilt, obwohl er die Tat stets bestritten hatte. Vor vier Monaten ist er aus der Haft entlassen worden. Für die Tatzeit im Fall Goosen hat er ein Alibi. Es stellt sich heraus, dass Maria Adolf eine Schulkameradin von Gerkan war. Sie hätten sich zufällig in Oldenburg getroffen, behauptet Gerkan, nichts weiter. Im Ofen in „Gegges“ Behausung findet man eine halbverbrannte Jeans mit Blutflecken. Er war es auch, der eine Hundepfote in Bellas Briefkasten gesteckt hatte. Er habe mit Bella nur Sex haben wollen, wie übrigens der Kapitän auch. Das Blut auf der Hose stamme von dem Hund.
Florian, der bei seiner Überführung aufs Festland während eines Toilettengangs von Bord der Fähre springen konnte und verzweifelt gesucht wurde, taucht nach einigen Tagen plötzlich wieder auf und bricht nach einigen Irrwegen weinend in Falkes Armen zusammen. Froh, dass der Junge lebt, bringt er ihn zu Mimi, die ihn überglücklich umarmt. Sie hatte Falke nach Florians Verschwinden aus ihrem Haus gewiesen. Als Brandner mit ihren Beamten kommt, um ihn wieder in Gewahrsam zu nehmen, gesteht Florian plötzlich die Tat.
Lorenz hat einen Verdacht und spricht mit Helmut Reinders, der zugibt, sich einige Male mit Maria Adolf getroffen und auch etwas mit ihr gehabt zu haben. Er habe Geld gebraucht und sie habe ihm ausgeholfen. Er habe schon damals sein Kapitänspatent nicht mehr gehabt, da er in einen Vorfall mit einem Toten und etlichen Verletzten verwickelt gewesen sei. Auf Langeoog habe das niemand erfahren sollen. Maria habe auf einmal ihr Geld zurückgewollt und gedroht, wenn er nicht zahle, die „schöne Geschichte vom gestrandeten Kapitän“ auf der Insel publik zu machen. Das habe er doch nicht zulassen können. „Sie haben Maria Adolf ermordet! Was war mit Bella Goosen?“, will Lorenz wissen. „Was man einmal gemacht hat, fällt einem beim nächsten Mal nicht mehr so schwer“, erwidert Reinders. Er habe Schulden bei ihr, sein Gasthof habe als Sicherheit gedient und sie habe ihn ruinieren wollen. Als Lorenz ihn festnehmen will, überwältigt er sie und schleift sie davon. Falke, der Lorenz’ Spuren gefolgt ist, sieht gerade noch, wie Reinders mit seinem Schiff den Hafen verlässt. Kurz darauf erfolgt eine Explosion. Zum Glück bewahrheitet sich seine Befürchtung nicht. Lorenz kommt unversehrt auf ihn zu. Kurz darauf bringt Brandner Florian persönlich nach Hause zurück. Reinders habe eine Gelegenheit gesehen, die Frau, die ihn habe ruinieren wollen, umzubringen, und Florian sei der ideale Sündenbock gewesen. Die Kommissarin versichert den Hamburger Kollegen, dass die Staatsanwaltschaft den Fall Lücken neu aufrollen werde. „Gut, dass Sie hier waren“, meint sie zum Abschied zu Falke.

## Hintergrund
Mord auf Langeoog wurde vom 25. April bis 23. Mai 2013 auf der Insel Langeoog, in Niedersachsen und Hamburg gedreht. Die Produktionsleitung lag bei Björn Eggert und Daniel Buresch vom NDR, die Redaktion bei Donald Kraemer. Als Produzenten fungierten Björn Vosgerau und Uwe Kolbe. Peter Lübbe Wettstein von der Gemeindeverwaltung Langeoog setzte sich als Projektleiter der Insel für die Unterstützung dieser Tatort-Folge ein und stand dem Filmteam beratend zur Seite. Da Langeoog autofrei ist, musste für die dortigen Dreharbeiten auf Elektroschlepper, Kutschen und Fahrräder als Transportmittel für Menschen und Material zurückgegriffen werden. Der Film hatte die zwei Arbeitstitel Blutige Idylle und Morgengrauen.
Nina Kunzendorf, die in dieser Tatort-Folge die Kommissarin Christine Brandner spielt, war erst im April in ihrer Rolle als Kommissarin Conny Mey nach nur fünf Folgen aus dem Frankfurter Tatort ausgestiegen, angeblich weil ihr die Rolle zu „tussihaft“ war. Von ihrem Lebensgefährten Stefan Kornatz, der Regie führte, wurde sie hier erneut als Tatort-Kommissarin eingesetzt – allerdings in einer betont spröden Aufmachung, die wie ein bewusster Kontrapunkt zu ihrer populären Frankfurter Kommissarin wirkt: ohne sichtbares Makeup, mit streng gescheitelter Kurzhaarfrisur und übergroßer Hornbrille.
Nach der Festivalpremiere beim Filmfest Hamburg und noch vor der Erstausstrahlung wurde Mord auf Langeoog im ARD-Kino der Frankfurter Buchmesse 2013 und im Fernsehfilm-Wettbewerb der Biberacher Filmfestspiele 2013 gezeigt.

## Rezeption

### Einschaltquoten
Diese Tatort-Folge wurde in Deutschland von 10,74 Millionen Zuschauern eingeschaltet, was einen Marktanteil von 29,5 Prozent ergab. Davon wiederum waren 3,46 Millionen unter 50 Jahre alt, entsprechend einem Marktanteil von 24,1 Prozent in der werberelevanten Zielgruppe.

### Kritik
TV Spielfilm befand, der Krimi „lebt von der Inselkulisse und dem Wechselspiel der Kommissare“. Es gilt: „Mord auf einsamer Insel – funktioniert immer“.
Ponkie, Abendzeitung München, fühlte sich „genervt durch endloses Kompetenzgerangel“, das wieder einmal „zum Hauptproblem des Films“ gemacht werde: „Aber Wolken, Wind und Kompetenzmuffeleien sind auf die volle ‚Tatort‘-Länge doch eher langeweilig [sic] und fühlen sich an wie blaugefrorene Zehen.“
Swantje Karich von der Frankfurter Allgemeinen Zeitung war der Ansicht, dass es im ersten Einsatz von Wotan Wilke Möhring als Kommissar Falke „wenig Luft nach oben“ gegeben habe, beim zweiten Einsatz, „verirr[e] er sich nun auf Langeoog und in sparsamen Dialogen“.
Holger Gertz von der Süddeutschen titelte „Wollmützen im Wind“, war der Ansicht, dass „Langeoog für den Fall eigentlich eine gute Kulisse biete[]“, kam aber zu dem Schluss, dass „der Story der Schwung fehl[e]“. Zum Ende seiner Kritik ist zu lesen: „Die Gefahr bei jedem Inselkrimi besteht darin, dass das gebremste Lebenstempo auf der Insel der gesamten Geschichte ihren erzählerischen Schwung nimmt. Und obwohl in diesem Tatort so viele tolle Leute mit zum Teil großartigen Wollmützen mitspielen, ist das Ganze - wie man im Norden sagt - auf Dauer dann doch ’n büschen langweilig.“
Auch Dominik Brück von Stern.de stimmte in den Chor der Kritiker ein, die von Langeweile sprachen, fand jedoch lobende Worte für die Zusammenarbeit von Falke und Lorenz: „Der zweite Fall der Hamburger ‘Tatort’-Kommissare Falke und Lorenz verlangt von den Zuschauern viel Geduld. Das Ermittlerduo wirkt auf Langeoog fehl am Platz - überzeugt aber als Team. […] Auch wenn der ‘Tatort’ hin und wieder langweilig ist, schafft er die Grundlage für weitere Fälle des neuen Ermittlerduos - nächstes Mal hoffentlich wieder in Falkes Heimatstadt.“
Christian Buß von Spiegel Online befand, dass „Großstadtkommissar Falke“ in „den Dünen der Ferieninsel“ ein „Ermittlungsdesaster“ erlebe. Es sei ein ‘Tatort’ „zwischen norddeutscher Folklore und Drehbuch-Irrsinn. […] Erstaunlich, wie dem Plot nicht nur jede Wucht, sondern auch jede Logik ausgetrieben wird. Ein Drehbuch wie unter einem Nebelschleier entstanden: Beim Schreiben fuhr man offenbar auf Sicht, entschied von Minute zu Minute, wie es denn nun weitergehen soll. Einen Handlungsbogen sucht man vergeblich.“
Sven Sakowitz vom Fernsehmagazin Hörzu war der Ansicht, dass Wotan Wilke Möhring in seinem zweiten Fall „ein rauer Wind um die Nase weh[e]“ und sprach von „stimmige[m] Lokalkolorit“ und „weit gestreute[n] Erzählsträngen“, kurzum: „Sehr überzeugend!“ Die Tatort-Folge erhielt für Spannung drei von drei möglichen Punkten, für Anspruch zwei und die Gesamtwertung „Großartig“. Die Kurzkritik las sich folgendermaßen: „Atmosphärisch dicht erzählter Kriminalfall mit starken Bildern, knappen Dialogen und zerrissenen Charakteren. So spröde wie das Leben an der Küste. Die Tätersuche ist enorm spannend – schade nur, dass die Auflösung dann so übereilt erzählt wird.“
Das Fernsehmagazin Gong war der Ansicht, dass der Fall um eine ermordete Künstlerin „zwar die ein oder andere Wendung zu viel habe. Doch das unverbrauchte Front-Duo und eine schönen Prise nordisch-herben Küsten-Kolorits mache[] das locker wett“. […] Die Folge biete: „Knorrige Friesen-Typen, stimmungsvolle Bilder, feine[n] Humor und ein[en] komplexe[n] Fall.“ Gelobt wurde auch die „starke Gastrolle“ von Nina Kunzendorf. Die Redaktion vergab vier von sechs Punkten, was der Wertung „Gut“ entspricht.
Bei Tittelbach.tv schreibt Rainer Tittelbach: „Ein atmosphärisches, bilderstarkes, sensibel erzähltes Krimi-Drama!“ (Anm.: Der Autor vergibt viereinhalb von sechs möglichen Punkten.).